# Vlag van Ugchelen

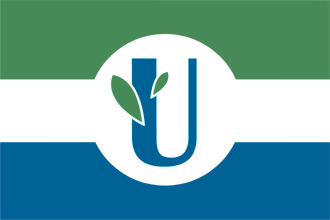
Dorpsvlag Ugchelen

De vlag van Ugchelen werd op 30 april 2002 door het Nederlandse dorp Ugchelen in gebruik genomen en bedacht door een kunstenaar. De vlag is ontworpen door Jacques Maris.
De vlag bestaat uit drie even hoge banen van groen, wit en blauw, met in het midden een witte cirkel geplaatst met daarin de hoofdletter 'U' met twee groene blaadjes.
De kleur groen staat voor de natuur, de kleur wit staat voor de was en een wit papier, en de kleur blauw staat voor het water.
Acquoy
· Beekbergen-Lieren
· Beemte Broekland
· Bemmel
· Bennekom
· Bredevoort
· Deil
· Doornenburg
· Ederveen
· Elden
· Emst
· Enspijk
· Epse
· Gameren
· Gellicum
· Groenlo
· Harskamp
· Herwijnen
· Heukelum
· Heveadorp
· Hoenderloo
· Kerkdriel
· Klarenbeek
· Kootwijkerbroek
· Laag-Keppel
· Lathum
· Leuvenum
· Loenen
· Loil
· Meteren
· Netterden
· Oosterhuizen
· Radio Kootwijk
· Rumpt
· Schaarsbergen
· Spijk
· Stroe
· Teuge
· Uddel
· Ugchelen
· Vaassen
· Vierhouten
· Voorthuizen
· Vredenburg/Kronenburg